# Aeroportul Wotho
Aeroportul Wotho (IATA: WTO) este un aeroport din Insulele Marshall ce deservește zona Wotho Atoll⁠(d).
aeroportul dispune de o singură pistă.